# تاب‌آوری شهری

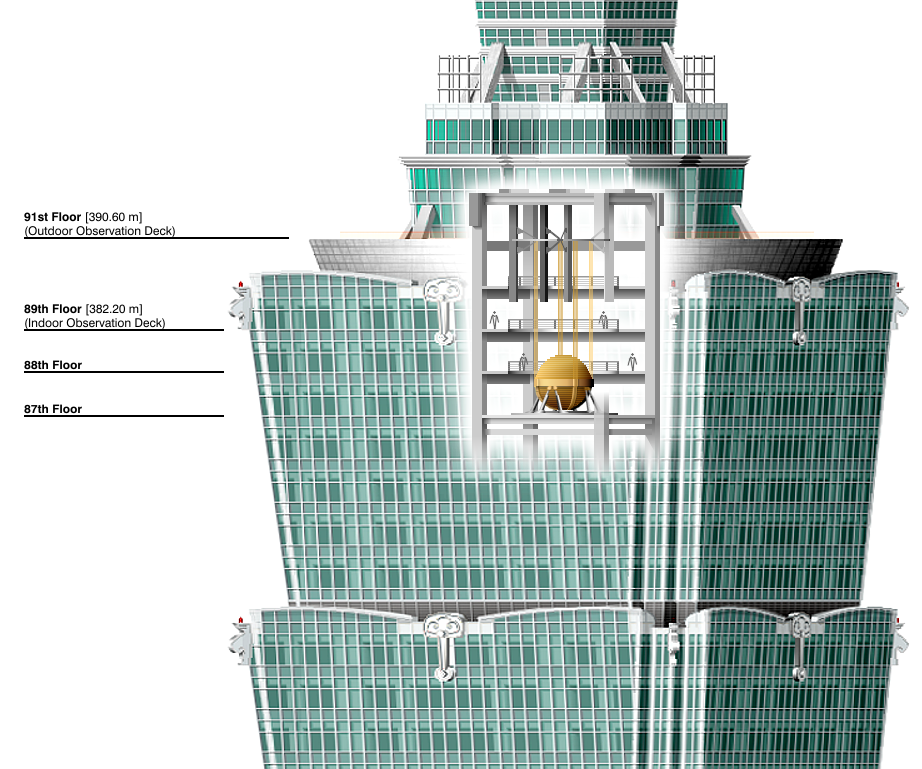
دمپر جرمی تنظیم‌شده در تایپه ۱۰۱، سومین آسمان‌خراش بلند جهان

تاب‌آوری شهری (به انگلیسی: Urban resilience)  معمولاً به عنوان «توانایی قابل اندازه‌گیری هر سیستم شهری با کارکردهای گوناگون و سازوکار آن با محیط و اندرکنش‌های موجود و احتمالی با ساکنانش، برای حفظ تداوم و استمرار عمل‌کرد در سطح مطلوب در طول همه تنش‌ها و پس از اعمال تغییرات در اثر اعمال آن‌ها، در حالی که سازگاری مثبت و تبدیل به سمت پایداری است» تعریف می‌شود.
تاب‌آوری شهری به معنای ظرفیت شهرها برای پیش‌بینی، آماده‌سازی، پاسخگویی و بازیابی از شوک‌ها و استرس‌های مختلف است.این مفهوم به ویژه در مواجهه با چالش‌هایی مانند تغییرات آب و هوایی، بلایای طبیعی، نوسانات اقتصادی و چالش‌های اجتماعی اهمیت دارد.
بنابراین شهر تاب‌آور، شهری است که برای آماده شدن و پاسخگویی به همه گونه مخاطرات - طبیعی و انسانی، ناگهانی و کند، مورد انتظار و غیرمنتظره - ارزیابی، برنامه‌ریزی و اقدام می‌کند. شهرهای تاب‌آور موقعیت بهتری برای محافظت و ارتقای زندگی مردم، تضمین دستاوردهای توسعه، ایجاد یک محیط قابل سرمایه‌گذاری و ایجاد تغییرات مثبت دارند. بحث دانشگاهی تاب‌آوری شهری در درجه اول بر سه تهدید متمایز متمرکز شده‌است. تغییرات آب و هوایی، بلایای طبیعی و تروریسم. تاب‌آوری در برابر این تهدیدها در زمینه جنبه‌های غیرکالبدی و همچنین کالبدی برنامه‌ریزی و طراحی شهری مورد بحث قرار گرفته‌است. بر این اساس، راهبردهای تاب‌آوری تمایل دارند که از دیدگاه مقابله با تروریسم، سایر بلایای طبیعی (زمین‌لرزه، آتش‌سوزی، سونامی، سیل‌های ساحلی، شراره‌های خورشیدی و دیگر) و پذیرش زیرساخت‌های انرژی پایدار برررسی شوند.

دفتر کاهش ریسک بلایای سازمان ملل متحد (UNISDR) تاب‌آوری شهری را توانایی یک سیستم، اجتماع یا جامعه در معرض خطر برای مقاومت، جذب، انطباق، تغییر و بازیابی به‌موقع و کارآمد از اثرات یک خطر با اقداماتی همچون حفظ و بازسازی ساختارهای اساسی و مدیریت ریسک تعریف می‌کند و شبکه جهانی ۱۰۰ شهر پایدار، تاب‌‎آوری را صرف‌نظر از چالش‌ها، بقا و شکوفایی می‌داند.